# 孔谢城堡

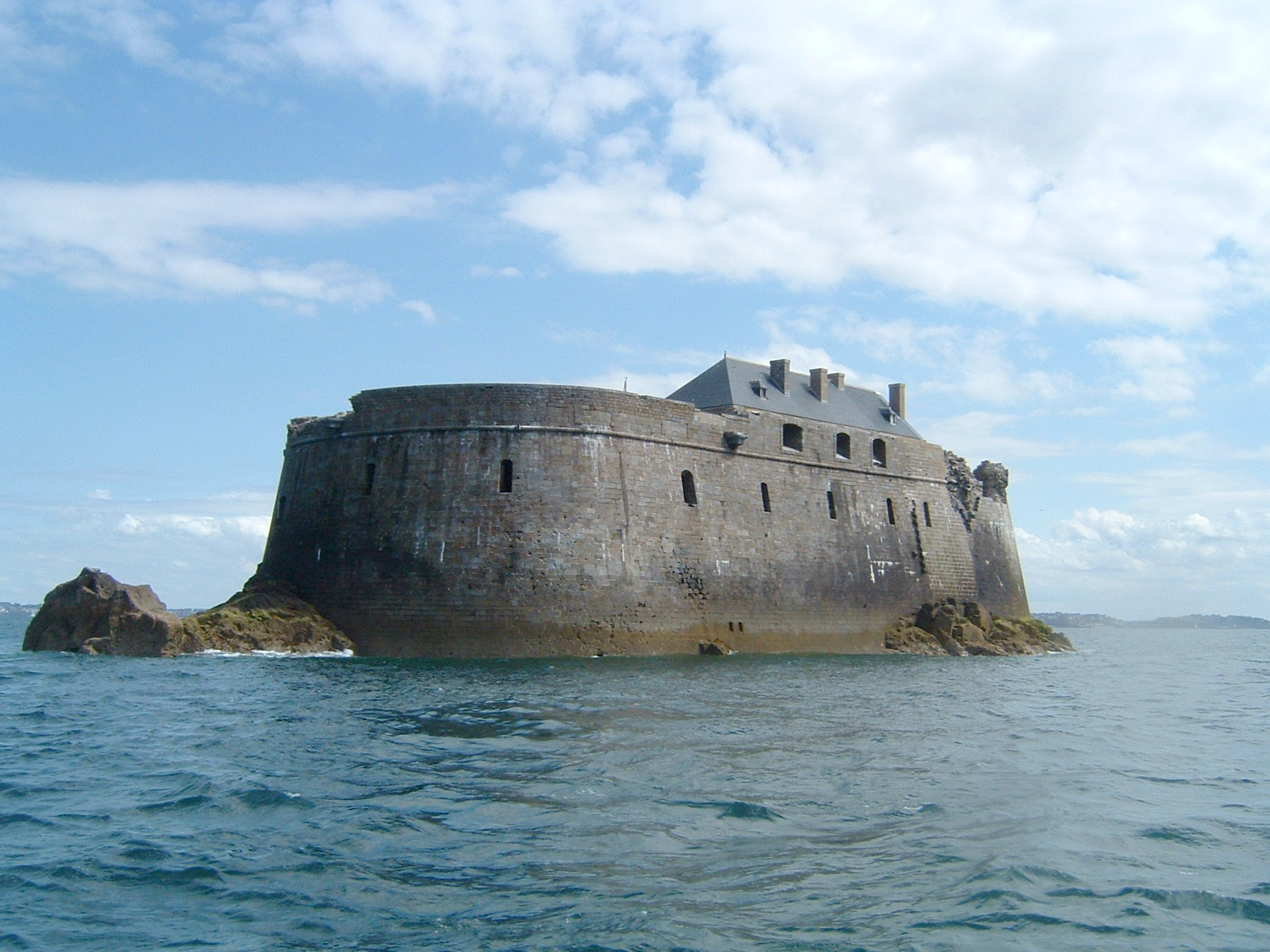
孔谢城堡

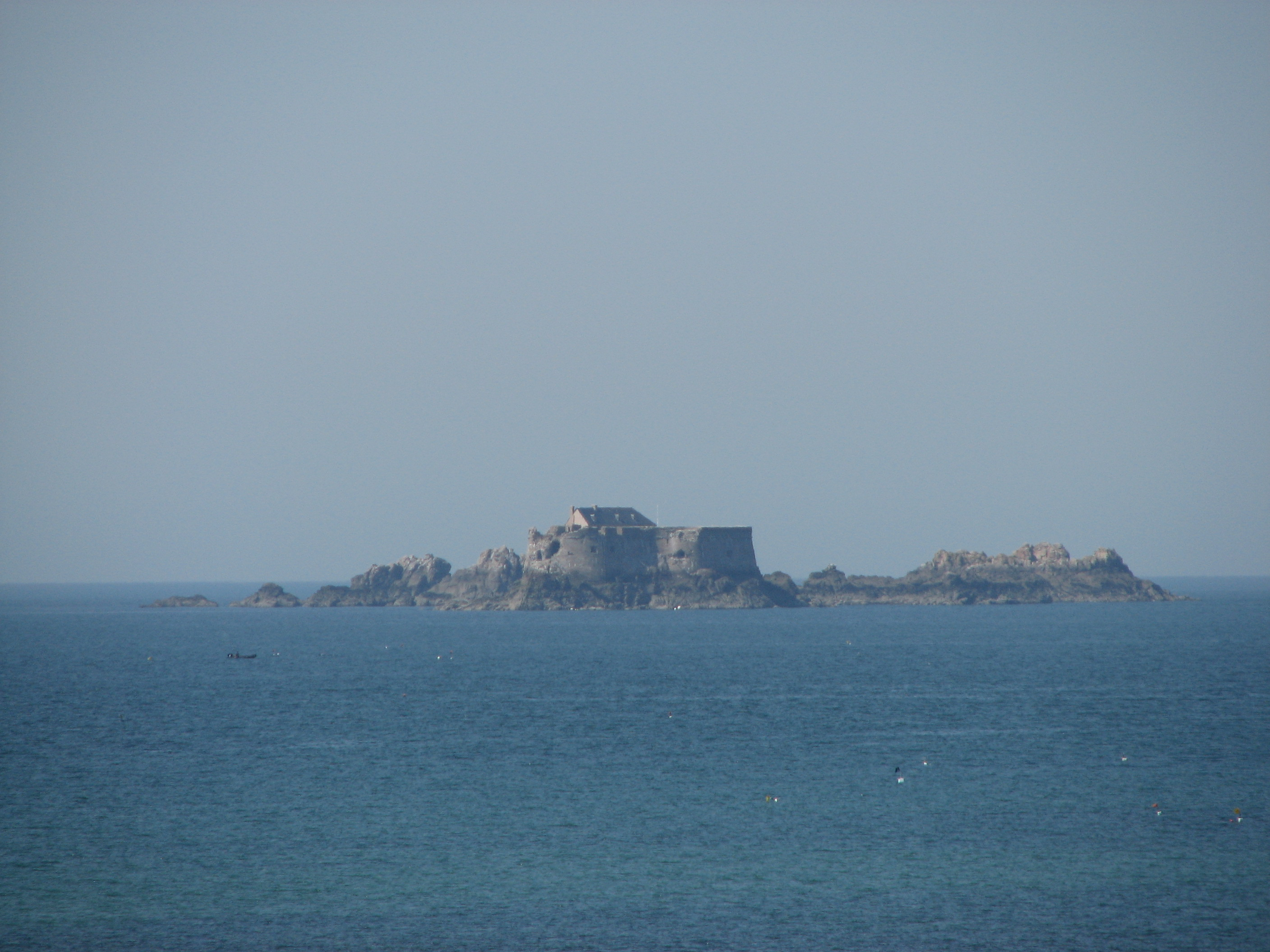
低潮时的孔谢城堡

48°41′01″N 2°02′39″W / 48.68361°N 2.04417°W
孔谢城堡（法語：Fort de la Conchée）是坎塞（Quincé）岩石岛上的一座防御工事，位于法国圣马洛西北四公里处。城堡由塞巴斯蒂安·勒普雷斯特·德·沃邦建造，几乎覆盖了整个岛屿。今天，城堡是海鸟的自然保护区。

## 历史
1689年，沃邦为国王路易十四对法国海岸防御工事进行了检查，国王希望加强和改善国家防御。1693年，当城堡建成时，英国人袭击了城市。他们在孔谢登陆，俘获了在堡垒上工作的人。1695年，英国人和他们的荷兰盟友再次袭击了要塞。虽然堡垒尚未完工，但法国人已经安装了十门火炮，因此能够击退袭击。随后炮台向主攻军舰开火，对其造成重创。堡垒最终于1705年完工。
1889年，该要塞宣布已过时，1901年解除军事化。在第二次世界大战期间，德国人使用废弃的堡垒进行目标练习。随后盟军在解放圣马洛期间袭击了该要塞。